# Муммий Фаустиан
Муммий Фаустиан (лат. Mummius Faustinianus) — римский политический деятель второй половины III века.

## Биография
Фаустиан происходил из всаднической семьи. Его родиной была Италия или Испания. Возможно, его преноменом был Луций. Фаустиан начал карьеру с поста квестора. Затем он был легатом Гиппона в Нумидии. В 262 году Фаустиан занимал должность ординарного консула вместе с императором Галлиеном. После этого он находился на посту куратора Аппиевой дороги и префекта алиментарного фонда. Кроме того, Фаустиан входил в состав жреческой коллегии квиндецемвиров священнодействий.
Его супругой была Таррунтения Паулина. В их браке родилось трое детей: Муммий Фаустиан Юниор, Муммия Таррунтения Корнелиана и Муммий Фаустиан Таррунтений Патерн.